# 伍鹏
伍鹏（2002年10月15日—），中国男子攀岩运动员，主攻速度赛，2022年亚洲运动会男子团体速度接力赛金牌得主、2024年夏季奥林匹克运动会男子攀岩速度赛银牌得主。